# Ritratto di Francis Poictevin
Ritratto di Francis Poictevin è un dipinto di Jacques-Émile Blanche. Eseguito nel 1887, è conservato nella National Gallery di Londra.

## Descrizione
Si tratta di un ritratto dello scrittore francese Francis Poictevin. Dal dipinto, per alcuni anni di proprietà di Edgar Degas, Blanche trasse una litografia, usata come frontespizio del libro di Poictevin Paysages et Nouveaux Songes (1888).